# Smash Court 3
Smash Court 3 est un jeu vidéo de sport (tennis) développé et édité par Namco, sorti en 2000 sur PlayStation.

## Accueil
- Joypad : 6/10[1]